# Meklofenoksat
Meklofenoksat, centrofenoksyna – organiczny związek chemiczny, syntetyczna pochodna deanolu. W postaci chlorowodorku stosowana jako lek cerebroneurotropowy (nootropowy).
W Polsce była dostępna pod nazwą handlową Centrophenoxin, obecnie nie jest produkowana.